# اروپورتو دی بلونیا
اروپورتو دی بلونیا (انگلیسی: Aeroporto Guglielmo Marconi di Bologna) شرکت ترابری ایتالیایی است، که در سال ۲۰۱۴ تأسیس شد.